# Broumov (district de Náchod)
Pour les articles homonymes, voir Broumov.
Broumov (en allemand : Braunau) est une ville du district de Náchod, dans la région de Hradec Králové, en Tchéquie. Sa population s'élevait à 7 166 habitants en 2024.

## Géographie
Broumov se trouve dans le nord-est de la région de Bohême au pied des Sudètes, proche de la frontière avec la Basse-Silésie en Pologne. Le centre-ville est situé à 13 km à l'ouest de Nowa Ruda (Pologne), à 23 km au nord-est de Náchod, à 56 km au nord-est de Hradec Králové et à 147 km à l'est-nord-est de Prague.
Le territoire communal est limité par Heřmánkovice au nord-ouest, par la Pologne au nord-est, par Šonov à l'est, par Otovice et Martínkovice au sud, et par Křinice et Hejtmánkovice à l'ouest.

## Histoire
L'histoire de Broumov est étroitement liée à l'abbaye de Broumov, un monastère bénédictin dont les origines remontent à 1213, lorsque le roi Ottokar Ier de Bohême offrit les domaines aux moines du monastère de Břevnov qui colonisèrent la terre. La bourgade de Broumov a été fondée vers l'an 1255. Sa principale activité était le commerce de tissus. En 1348, une charte du roi Charles IV confirma les droits de l'abbé de Broumov en tant que seigneur. Les remparts de la ville furent construits au cours du XIVe siècle.

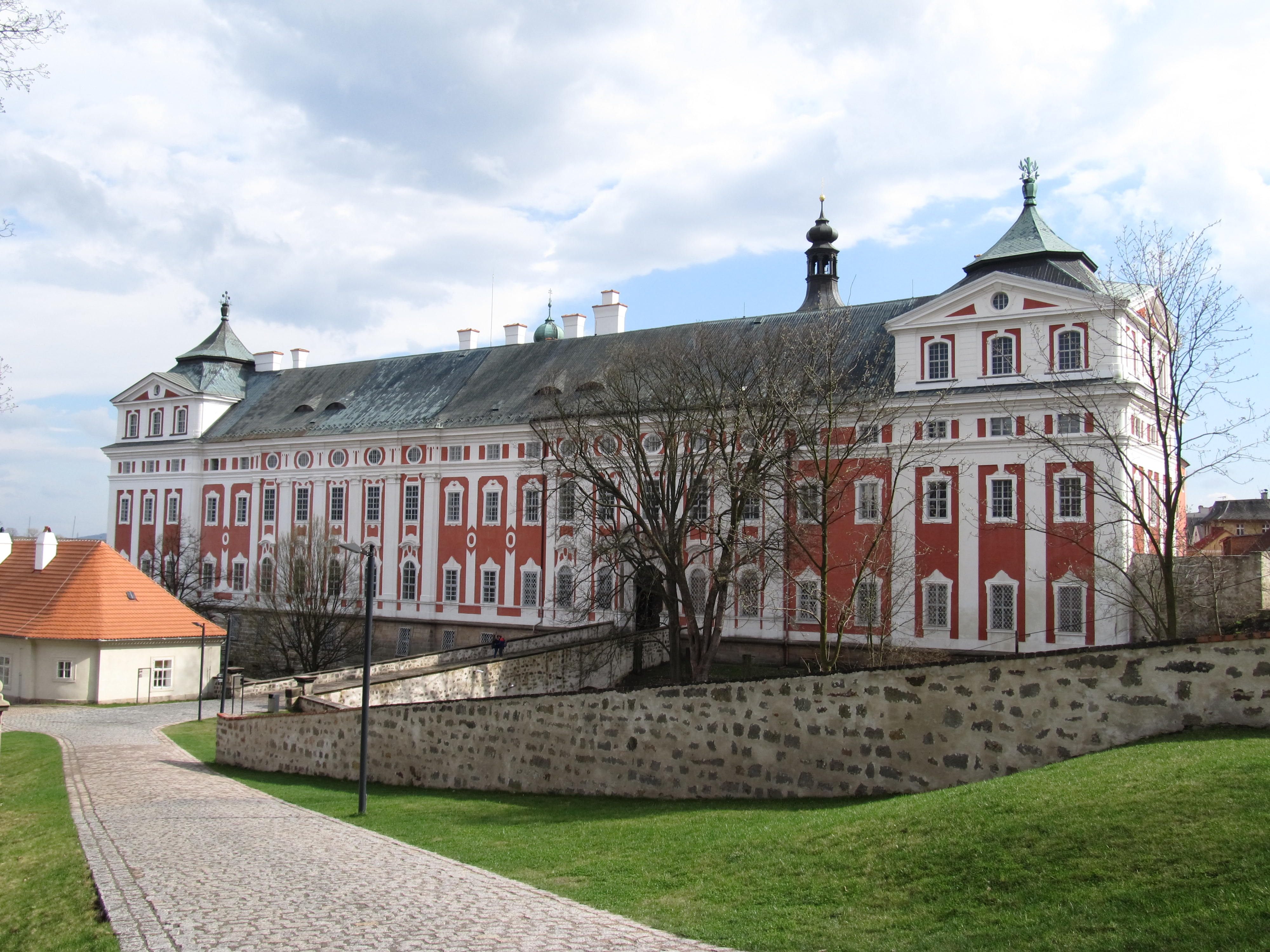
L'abbaye de Broumov.

Au XVe siècle, les habitants rejoignirent le mouvement de l'église hussite ; plus tard cependant, Broumov fut un centre de la Contre-Réforme, conduite par les monarques de la dynastie des Habsbourg. Les tensions interconfessionnelles culminèrent avec la fermeture de l'église protestante en 1617, contrairement à la liberté religieuse que l'empereur Rodolphe II avait promise dans sa Lettre de Majesté. Ce fut un des incidents menant finalement à la défenestration de Prague et au déclenchement de la guerre de Trente Ans.
Après la guerre, le complexe monastique fut reconstruit en style baroque, selon les plans des architectes Christophe et Kilian Ignace Dientzenhofer. Néanmoins, Broumov subit encore d'autres pillages et ravages pendant les guerres de Silésie au XVIIIe siècle.
Après la Première Guerre mondiale et la dissolution de la monarchie austro-hongroise en 1918, la ville fut intégrée officiellement à la nouvelle République tchécoslovaque par le traité de Saint-Germain-en-Laye. À la suite de la « crise des Sudètes » et des accords de Munich en 1938, elle fut incorporée dans le Reichsgau Sudetenland de l'Allemagne nazie. Occupée par les forces de l'Armée rouge à la fin de la Seconde Guerre mondiale, Broumov fut restituée à la Tchécoslovaquie et le reste de la population de langue allemande fut expulsé. Les moines bénédictins chassés de leur abbaye de Broumov s'installèrent à Rohr, en Bavière.

## Patrimoine
- Église bénédictine Saint-Wojciech
- Église Saints-Pierre-et-Paul
- Église Sainte-Anne
- Église de l'Assomption de la Vierge Marie

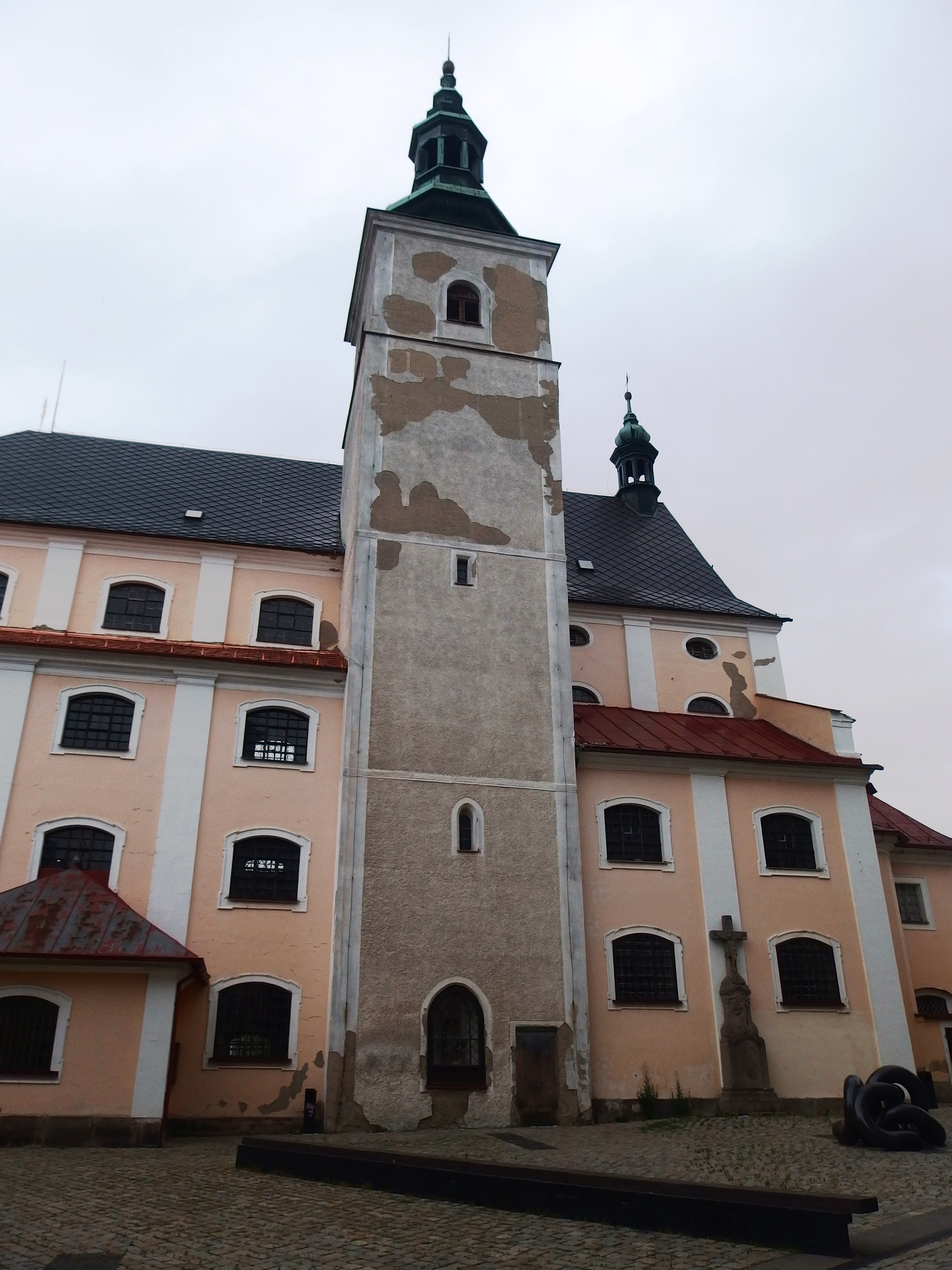
Église Saints-Pierre-et-Paul.
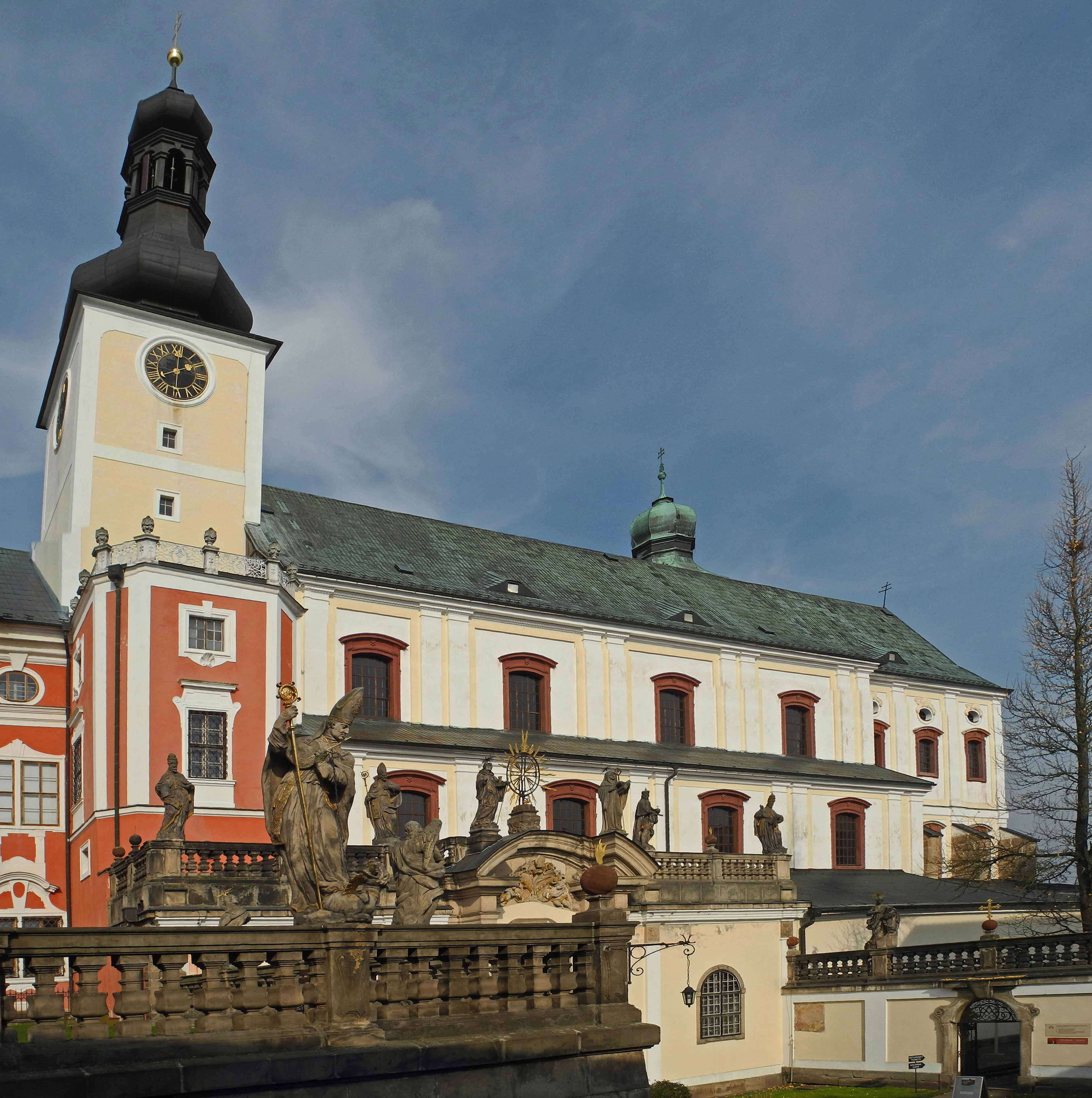
Église Saint-Adalbert.
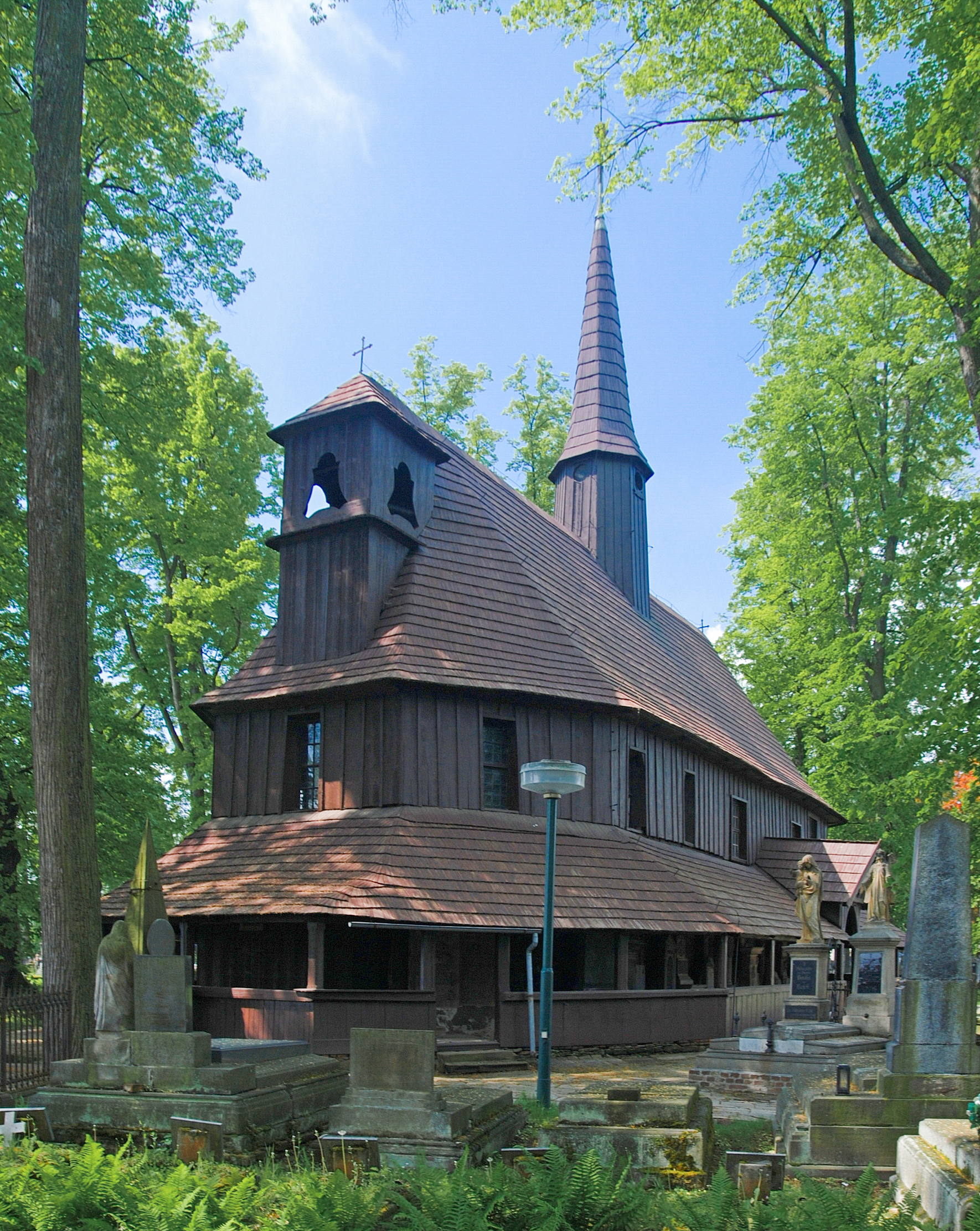
Église Sainte-Marie.
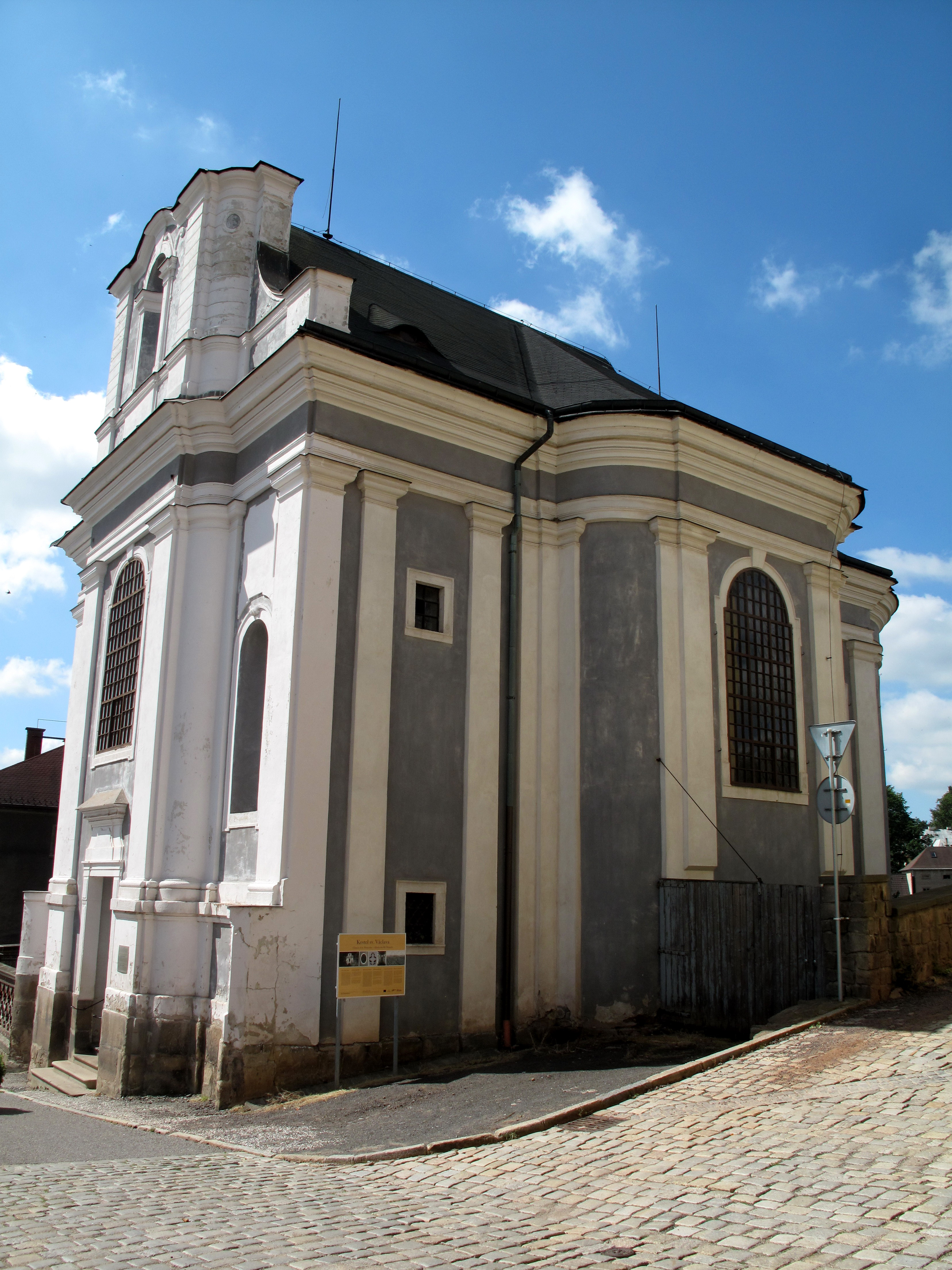
Église Saint-Venceslas.

## Transports
Par la route, Broumov se trouve à 31 km de Náchod, à 70 km de Hradec Králové et à 179 km de Prague.

## Personnalités
- Alois Jirásek (1851-1930), écrivain, a étudié au lycée de Broumov ;
- Pavel Krmaš (né en 1980), footballeur ;
- Tomáš Pöpperle (né en 1984), joueur de hockey sur glace.

Curieusement, le président du Reich allemand, Paul von Hindenburg, a pendant longtemps parlé d'Adolf Hitler comme un « appointé de Bohême », confondant apparemment Broumov (Braunau) avec Braunau am Inn, en Haute-Autriche, où Hitler est né.

## Jumelage
La ville de Broumov est jumelée avec :
- Forchheim (Allemagne)
- Nowa Ruda (Pologne)

## Honneurs
L'astéroïde (35683) Broumov porte son nom.